# Lista odcinków serialu Kraina bezprawia
Poniżej znajduje się lista odcinków serialu telewizyjnego Kraina bezprawia – emitowanego przez amerykańską stację kablową  AMC od 15 listopada 2015 roku do 6 maja 2019 roku. Powstały trzy serię, które łącznie składają się z 36 odcinków. W Polsce serial był emitowany od 10 października 2016 roku do  20 maja 2019 roku przez AMC Polska.
| Sezon | Sezon | Odcinki | Oryginalna emisja | Oryginalna emisja | Oryginalna emisja    | Oryginalna emisja | Oryginalna emisja |
| Sezon | Sezon | Odcinki | Premiera sezonu   | Finał sezonu      | Premiera sezonu      | Finał sezonu      |                   |
| ----- | ----- | ------- | ----------------- | ----------------- | -------------------- | ----------------- | ----------------- |
|       | 1     | 6       | 15 listopada 2015 | 20 grudnia 2015   | 10 października 2016 | 14 listopada 2016 |                   |
|       | 2     | 10      | 19 marca 2017     | 21 maja 2017      | 19 marca 2017        | 22 maja 2017      |                   |
|       | 3     | 16      | 22 kwietnia 2018  | 6 maja 2019       | 18 czerwca 2018      | 20 maja 2019      |                   |

## Sezon 1 (2015)
| Nr | # | Tytuł                     | Reżyseria    | Scenariusz                                        | Premiera AMC      | Premiera AMC Polska  |
| -- | - | ------------------------- | ------------ | ------------------------------------------------- | ----------------- | -------------------- |
| 1  | 1 | The Fort                  | David Dobkin | Alfred Gough, Miles Millar                        | 15 listopada 2015 | 10 października 2016 |
| 2  | 2 | Fist Like a Bullet        | David Dobkin | Alfred Gough, Miles Millar                        | 22 listopada 2015 | 17 października 2016 |
| 3  | 3 | White Stork Spreads Wings | David Dobkin | Alfred Gough, Miles Millar, Justine Juel Gillmer  | 29 listopada 2015 | 24 października 2016 |
| 4  | 4 | Two Tigers Subdue Dragons | Guy Ferland  | Alfred Gough, Miles Millar, Michael Jones-Morales | 6 grudnia 2015    | 31 października 2016 |
| 5  | 5 | Snake Creeps Down         | Guy Ferland  | Alfred Gough, Miles Millar, Justin Doble          | 13 grudnia 2015   | 7 listopada 2016     |
| 6  | 6 | Hand of Five Poisons      | Guy Ferland  | Alfred Gough, Miles Millar, Michael R. Perry      | 20 grudnia 2015   | 14 listopada 2016    |

## Sezon 2 (2017)
| Nr | #  | Tytuł                        | Reżyseria    | Scenariusz                               | Premiera AMC     | Premiera AMC Polska |
| -- | -- | ---------------------------- | ------------ | ---------------------------------------- | ---------------- | ------------------- |
| 7  | 1  | Tiger Pushes Mountain        | Nick Copus   | Alfred Gough, Miles Millar               | 19 marca 2017    | 19 marca 2017       |
| 8  | 2  | Force of Eagle's Claw        | Nick Copus   | Matt Lambert                             | 26 marca 2017    | 26 marca 2017       |
| 9  | 3  | Red Sun, Silver Moon         | Toa Fraser   | Michael Taylor                           | 2 kwietnia 2017  | 2 kwietnia 2017     |
| 10 | 4  | Palm of the Iron Fox         | Toa Fraser   | Daniel C. Connolly                       | 9 kwietnia 2017  | 9 kwietnia 2017     |
| 11 | 5  | Monkey Leaps Through Mist    | Paco Cabezas | LaToya Morgan                            | 16 kwietnia 2017 | 16 kwietnia 2017    |
| 12 | 6  | Leopard Stalks in Snow       | Paco Cabezas | Matt Lambert                             | 23 kwietnia 2017 | 23 kwietnia 2017    |
| 13 | 7  | Black Heart, White Mountain  | Stephen Fung | Michael Taylor                           | 30 kwietnia 2017 | 30 kwietnia 2017    |
| 14 | 8  | Sting of the Scorpion's Tail | Stephen Fung | LaToya Morgan                            | 7 maja 2017      | 7 maja 2017         |
| 15 | 9  | Nightengale Sings No More    | Paco Cabezas | Justin Britt-Gibson                      | 14 maja 2017     | 14 maja 2017        |
| 16 | 10 | Wolf's Breath, Dragon Fire   | Paco Cabezas | Alfred Gough, Miles Millar, Matt Lambert | 21 maja 2017     | 21 maja 2017        |

## Sezon 3 (2018)
| Nr | #  | Tytuł                          | Reżyseria      | Scenariusz                    | Premiera AMC     | Premiera AMC Polska |
| -- | -- | ------------------------------ | -------------- | ----------------------------- | ---------------- | ------------------- |
| 17 | 1  | Enter the Phoenix              | Paco Cabezas   | Matt Lambert                  | 22 kwietnia 2018 | 18 czerwca 2018     |
| 18 | 2  | Moon Rises, Raven Seeks        | Paco Gonzalez  | Matt Lambert                  | 29 kwietnia 2018 | 25 czerwca 2018     |
| 19 | 3  | Leopard Snares Rabbit          | Toa Fraser     | Michael Taylor                | 6 maja 2018      | 2 lipca 2018        |
| 20 | 4  | Blind Cannibal Assassins       | Toa Fraser     | Michael Taylor                | 13 maja 2018     | 9 lipca 2018        |
| 21 | 5  | Carry Tiger to Mountain        | James Marshall | LaToya Morgan                 | 20 maja 2018     | 16 lipca 2018       |
| 22 | 6  | Black Wind Howls               | James Marshall | Evan Endicott, Josh Stoddard  | 3 czerwca 2018   | 23 lipca 2018       |
| 23 | 7  | Dragonfly's Last Dance         | Paco Cabezas   | LaToya Morgan                 | 10 czerwca 2018  | 30 lipca 2018       |
| 24 | 8  | Leopard Catches Cloud          | Paco Cabezas   | Matt Lambert                  | 17 czerwca 2018  | 6 sierpnia 2018     |
| 25 | 9  | Chamber of the Scorpion        | Wayne Yip      | Evan Endicott, Josh Stoddard  | 24 marca 2019    | 1 kwietnia 2019     |
| 26 | 10 | Raven's Feather, Phoenix Blood | Wayne Yip      | Michael Taylor                | 25 marca 2019    | 8 kwietnia 2019     |
| 27 | 11 | The Boar and the Butterfly     | Tricia Brock   | Matt Lambert, Stephanie Hicks | 1 kwietnia 2019  | 15 kwietnia 2019    |
| 28 | 12 | Cobra Fang, Panther Claw       | Tricia Brock   | Evan Endicott, Josh Stoddard  | 8 kwietnia 2019  | 22 kwietnia 2019    |
| 29 | 13 | Black Lotus, White Rose        | Miles Millar   | Alfred Gough, Miles Millar    | 15 kwietnia 2019 | 29 kwietnia 2019    |
| 32 | 14 | Curse of the Red Rain          | Miles Millar   | Michael Taylor                | 22 kwietnia 2019 | 6 maja 2019         |
| 31 | 15 | Requiem for the Fallen         | Paco Cabezas   | Matt Lambert                  | 29 kwietnia 2019 | 13 maja 2019        |
| 32 | 16 | Seven Strike as One            | Paco Cabezas   | Matt Lambert                  | 6 maja 2019      | 20 maja 2019        |